# Oigny-en-Valois
Oigny-en-Valois – miejscowość i gmina we Francji, w regionie Hauts-de-France, w departamencie Aisne.
Według danych na styczeń 2014 roku gminę zamieszkiwało 148 osób, a gęstość zaludnienia wynosiła 12,6 osób/km².